# Markovac (Velika Plana)
Markovac (srbsky Марковац) je vesnice v centrální části Srbska, administrativně spadající pod opštinu Velika Plana. Leží nedaleko břehu řeky Rača a jejího soutoku s Velkou Moravou. 
Z národnostního hlediska je obyvatelstvo v drtivé většině srbské národnosti (přes 98 %). Vzhledem k odlehlosti od větších měst zde nicméně prudce klesal v posledních desetiletích počet obyvatel (roku 2022 zde žilo 2562 osob). Ještě v roce 1981 zde žilo přes čtyři tisíce pět set obyvatel.
Vesnice má excelentní dopravní spojení se zbytkem Srbska díky dálnici A1 a železniční trati z Bělehradu do Niše. V samotném Markovaci se nachází také železniční stanice. Začíná zde železniční trať do města Resavica. 